# Feminist Majority Foundation
La Feminist Majority Foundation (FMF) es una organización feminista estadounidense sin ánimo de lucro, actualmente una de las más relevantes de este país junto a la Organización Nacional de Mujeres. Tiene su sede en el condado de Arlington, Virginia, y trabaja en igualdad política, desarrollo económico de las mujeres y la defensa de los derechos reproductivos.  El nombre surge de una encuesta de opinión pública de 1986 del Newsweek/Gallup en la que el 56 % de mujeres estadounidenses se identificaban como feministas. La presidenta y una de sus fundadoras, Eleanor Smeal, eligió el nombre para reflejar los resultados de la encuesta reconociendo que la mayoría de mujeres son feministas. 
En el ámbito internacional mantiene su foco en la defensa de los derechos de las mujeres de Afghanistán.
La organización está presida por Eleanor Smeal y su directora ejecutiva es Katherine Spillar.
Desde 2001 asume la edición de la revista feminista Ms., cofundada por Gloria Steinem, que nació en 1971 durante los inicios de la segunda ola del feminismo en Estados Unidos.

## Historia y estructura
La organización fue fundada en 1987 por Eleanor Smeal, Peg Yorkin, Katherine Spillar, Toni Carabillo y Judith Meuli, y tiene oficinas en Washington, D.C., y Los Ángeles, California. Su presidenta es Peg Yorkin.
Desde 2001 FMF es editora de la revista feminista Sr cofundada en 1972 por la feminista y activista políticas Gloria Steinem.
La fundación desarrolla varias campañas y programas sobre la salud de las mujeres y los derechos reproductivos entre ellos la campaña por la salud de las mujeres, liderazgo en mujeres universitarias, iniciativas de contracepción de emergencia, programa de mujeres y política, equidad en la educación, la campaña Mifepristona y la de Rock por el derecho a decidir.

## Acciones
- Entre 1989 y 1992, la FMF lideró la campaña Feminización del Poder, reclutando un número sin precedentes de mujeres para asumir responsabilidades en la administración pública, que tuvo como resultado doblar la presencia de mujeres en el Congreso de Estados Unidos en 1992 (el Año de la Mujer).[8]
- En 1992, la FMF  apoyó la Enmienda de Derechos de Igualdad de Iowa, en 1996,  ayudó a frenar una medida de discriminación en California.
- En 2004, la FMF era una  de cinco organizadores principales de la "Marcha por las vidas de las mujeres", que reunió a más 1.15 millones de mujeres y hombres en Washington D. C., en apoyo a los derechos reproductivos.[9][10]
- El 23 y 24 de marzo de 2013, FMF celebró su novena Conferencia Nacional de Liderazgo de Jóvenes Feministas en Arlington, Virginia, en la que intervinieron la sindicalista Dolores Huerta, Morgane Richardson (Founder of Refuse The Silence), Monica Simpson (Executive Director, Sister Song), Ivanna Gonzalez (Who Needs Feminism?).[11]

## Junta ejecutiva
- Eleanor Smeal, Presidenta

- Peg Yorkin, Presidenta de la Junta

- Katherine Spillar, Directora y Secretaria Ejecutiva

- Dolores Huerta, Miembro de la ejecutiva

## Iniciativas legislativas
La FMF tiene entre sus principales objetivos el avance de los derechos de las mujeres en la legislación. En este sentido ha liderado diversas campañas en Estados Unidos antidiscriminatorias. La FMF reclama la ratificación de EE. UU. de la  CEDAW, la Convención para Acabar todas las formas de Discriminación Contra Mujeres) y el Tribunal Criminal Internacional.

## Controversias
A pesar de su apoyo declarado a la no violencia, la FMF apoyó la guerra en Afganistán con el argumento de que ayudaría a proteger y liberar a las mujeres afganas, una posición implicó diversas críticas.